# Magnus von Platen

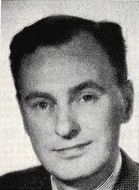
Magnus von Platen

Johan Magnus Gustafsson von Platen (* 1. Mai 1920 in Malmö; † 9. Juli 2002 in Stockholm) war ein schwedischer Literaturwissenschaftler, Sachbuchautor und Übersetzer.

## Leben und Werk
Magnus von Platen war ein Sohn des Majors und Freiherren Gösta von Platen und dessen Frau Stina Hjorth. Sein Abitur legte er 1938 in Karlskrona ab. Anschließend studierte er in Uppsala und Stockholm Literaturwissenschaft. Seine in Fachkreisen geachtete, 1954 publizierte Dissertation behandelte den Barockdichter Johan Runius. Auch in der Folgezeit widmete er sich immer wieder der schwedischen Literatur des 17. und 18. Jahrhunderts, als deren Fachmann er galt. Während der 1950er- und 1960er-Jahre lebte er als Autor und Übersetzer aus dem Deutschen in Stockholm.
1969 wurde er als erster Forscher auf den Lehrstuhl für Literaturwissenschaft an der neugegründeten Universität Umeå berufen. Hier entstand eine Biografie zu den Jugendjahren des Schriftstellers Vilhelm Moberg, mit dem Platen befreundet war. Seine Methodik war biografisch und sozialgeschichtlich geprägt; Letzteres zeigte sich etwa in einer Studie über Privatgelehrte, die 1981 erschien. Nach seiner Emeritierung 1985 veröffentlichte er ein weiteres biografisch angelegtes Buch über Verner von Heidenstam, schrieb aber auch eine Geschichte über die schwedische Barttracht im Laufe der Jahrhunderte.
Magnus von Platen war ein Bruder des Diplomaten Carl Henrik von Platen und des Journalisten Gustav von Platen, der von 1974 bis 1982 der Tageszeitung Svenska Dagbladet als Chefredakteur vorstand. Ab 1952 war er mit der Verlagslektorin Karin Göransson verheiratet.

## Auszeichnungen
- Schückska priset (1969)
- Övralidpriset (1980)
- Gösta Berg-medaljen (1989)

## Bibliografie (Auswahl)

### Buchveröffentlichungen
- Johan Runius. En biografi, Stockholm 1954
- La littérature suédoise (zusammen mit Ingvar Holm), Stockholm 1957
- Biktare och bedragare. Litterära essäer, Stockholm 1959
- 1700-tal. Studier i svensk litteratur, Stockholm 1963
- Den unge Vilhelm Moberg. En levnadsteckning, Stockholm 1978
- Innanläsning. Tolkningar av nordiska texter, Stockholm 1980
- Privatinformation i skolan. En undervisningshistorisk studie, Umeå 1981
- Diktare och domare. Svenska Akademiens pristävlingar, Stockholm 1986
- Verner von Heidenstam och Emilia Uggla. Ett äktenskap, Stockholm 1994
- Svenska skägg. Våra manshakor genom tiderna, Stockholm 1995

### Editionen
- Svenska aforismer, Stockholm 1951
- Dikter om kärleken från svensk rokoko, Stockholm 1959
- Världens bästa essayer i urval, Stockholm 1961
- Svenska diktanalyser, Stockholm 1965
- Caroli Linnœi Iter Lapponicum. Dei gratia institutum 1732. Sumptibus Regiæ Societatis Literariœ et Scientiarum ad historiam naturalem Laponiae dilucidandam instructum qvoad lapides, terras, aqvas, herbas, arbores, gramina, muscos, qvadrupedia, aves, pisces et insecta imo hominum morbos, salutes, diaetam, mores, vivendique rationem (= Carl von Linnés Iter Lapponicum), Stockholm 1965
- Queen Christina of Sweden. Documents and studies, Stockholm 1966
- Emigrationer. En bok till Vilhelm Moberg 20.8.1968, Stockholm 1968
- Berömda svenska böcker. Referat av svensk litteratur från medeltid till nutid, Stockholm 1972
- Underbart, underbart. Intellektuella strävanden under fem sekel. Några glimtar ur Kungliga Bibliotekets samlingar, Stockholm 1997

### Übersetzungen
- Sista breven från Stalingrad (Letzte Briefe aus Stalingrad), Stockholm 1955
- Hymn och klagan. Tyska tolkningar, Stockholm 1959